# Mistrzostwa Polski w Biathlonie Letnim 2024
Mistrzostwa Polski w biathlonie letnim 2024 odbyły się w Kościelisku w dniach 25–28 czerwca 2024 roku. O tytuł Mistrza Polski biathloniści rywalizowali w trzech konkurencjach: sprincie, biegu indywidualnym oraz biegu ze startu wspólnego.

## Terminarz i medaliści
| Data       | Konkurencja                | Złoto                                   | Srebro                                    | Brąz                                      |
| 26.06.2024 | Bieg indywidualny kobiet   | Magda Nędza-Kubiniec BKS WP Kościelisko | Wiktoria Celczyńska AZS AWF Katowice      | Majka Germata UKN Melafir Czarny Bór      |
| 26.06.2024 | Bieg indywidualny mężczyzn | Jan Guńka BKS WP Kościelisko            | Konrad Badacz MKS Karkonosze Jelenia Góra | Andrzej Nędza-Kubiniec BKS WP Kościelisko |
| 27.06.2024 | Sprint kobiet              | Majka Germata UKN Melafir Czarny Bór    | Magda Nędza-Kubiniec BKS WP Kościelisko   | Zuzanna Sadownik MKS Duszniki Zdrój       |
| 27.06.2024 | Sprint mężczyzn            | Patryk Bryn AZS AWF Katowice            | Konrad Badacz MKS Karkonosze Jelenia Góra | Marcin Zawół MKS Karkonosze Jelenia Góra  |
| 28.06.2024 | Bieg masowy kobiet         | Majka Germata UKN Melafir Czarny Bór    | Joanna Jakieła BKS WP Kościelisko         | Wiktoria Celczyńska AZS AWF Katowice      |
| 28.06.2024 | Bieg masowy mężczyzn       | Tomasz Jakieła BKS WP Kościelisko       | Konrad Badacz MKS Karkonosze Jelenia Góra | Wojciech Skorusa BKS WP Kościelisko       |